# São Lourenço da Mata
São Lourenço da Mata es un municipio brasileño del estado de Pernambuco localizado en la región metropolitana del Recife. Tiene una población estimada al 2020 de 114.079 habitantes, según el IBGE.

## Historia
Son Lourenço de la Mata es una de los asentamientos urbanos más antiguos de Brasil. Fue habitado por los tupinambás.
Los primeros pobladores construyeron una capilla en lo alto de una colina en homenaje a San Lorenzo, datada de 1621, donde hoy está la Iglesia Matriz, que conserva trazos de la primitiva capilla.
La extracción del palo-brasil facilitó la ocupación de la región y a finales del siglo XVI surgieron los primeros ingenios.
La invasión neerlandesa en Pernambuco llegó a São Lourenço en 1635. Después de alguna resistencia, la ciudad fue evacuada. Fue escenario de intensa guerrilla. Después de la expulsión de los holandeses, retomó la actividad azucarera.
El distrito fue creado por el 13 de octubre de 1775, subordinado parte al municipio de Recife y otra parte a Paudalho.
Elevado a la categoría de villa bajo el nombre de São Lourenço da Mata, por la ley provincial nº 1805, de 13 de junio de 1884. El municipio fue instalado en 10 de enero de 1890.

## Geografía

### Límites
- Norte: Paudalho, Chã de Alegria y Camaragibe
- Sur: Moreno, Jaboatão de los Guararapes y Recife
- Leíste: Camaragibe y Recife
- Oeste: Victoria de Santo Antão y Chã de Alegria

## Turismo
El patrimonio histórico de São Lourenço da Mata es bastante rico, con centrales eléctricas, iglesias y ingenios de los tiempos coloniales. Además de la Iglesia Matriz de São Lourenço.

### Copa del Mundo de la FIFA 2014
En São Lourenço da Mata se encuentra el Arena Pernambuco uno de los estadios más modernos de Brasil que fue construido para la Copa del Mundo de 2014.